# BANTAM (Rakete)
Die BANTAM war eine Panzerabwehrlenkwaffe der 1. Generation aus schwedischer Produktion. BANTAM steht für Bofors ANti-TAnk Missile.

## Entwicklung
BANTAM wurde ab 1956 von Bofors aus Eigeninitiative entwickelt. Anfang der 1960er Jahre bekundete Schweden Interesse an dem System. Dort wurde BANTAM ab 1963 unter der Bezeichnung Robot 53 (Rb 53) bei den Schwedischen Streitkräften eingeführt. Im Jahr 1965 konnte die Schweiz als weiterer Kunde gewonnen werden. Dort wurde sie ab 1967 unter der Bezeichnung Panzerabwehr-Lenkwaffen System BANTAM Boden-Boden 65 (PAL BB65) in der Schweizer Armee verwendet. Nach der Produktion von 33.000 Lenkwaffen wurden 1978 die BANTAM-Produktionslinien bei Bofors geschlossen.

## Technik
BANTAM wurde entwickelt, um stehende und fahrende Kampfpanzer auf eine maximale Distanz von 2 km zu bekämpfen. Das BANTAM-System bestand aus Start- und Transportbehältern mit den Lenkwaffen, einer Bedien- bzw. Steuerkonsole sowie Kabeltrommeln (Leitungsrollen) für die Datenleitungen.
Die Lenkwaffen waren in Start- und Transportbehältern aus Stahl und Kunststoff. Ein Raketenbehälter hatte eine Länge von 0,97 m bei einer Breite von knapp 0,18 auf 0,18 m. Beladen wog er 14 kg. Der Raketenbehälter war mit einem Tragegurt, einem Zweibein und einem Bodennagel versehen und wurde als Abschusslafette für die Lenkwaffe verwendet. Die BANTAM-Lenkwaffe war in drei Sektionen aufgeteilt. Hinter der ogivalen Lenkwaffenspitze waren der piezoelektrische Aufschlagzünder sowie der 1,9 kg schwere Hohlladungs-Gefechtskopf untergebracht. Hinter dem Gefechtskopf waren die Batterien für die Stromversorgung und die Aktuatoren platziert. Dahinter folgten das Feststoffraketentriebwerk sowie die Signalempfänger. Im hinteren Bereich waren ein Stromwender, das Gyroskop sowie das Start-Raketentriebwerk untergebracht. Zuhinterst im Raketenheck waren vier Leucht-Fackeln montiert. Am Raketenrumpf waren vier trapezförmige Stabilisierungsflächen montiert. An den Stabilisierungsflächen waren vier kleine Störklappen (Vibrationsspoiler) angebracht. Die Stabilisierungsflächen waren zusammengefaltet, während sich die Lenkwaffe in dem Raketenbehälter befand. Sie entfalteten sich unmittelbar nach dem Start.
Die Steuerkonsole bestand aus einer monokularen Tageslicht-Zieloptik, einem Kommandogeber und einem Joystick. Die Konsole hatte ein Gewicht von 5 kg. An die Konsole wurden die Datenkabel angeschlossen, die zu den Raketenbehältern führten. So konnten die Raketenbehälter in einer Entfernung von bis zu 20 m von der Steuerkonsole platziert werden. An die Steuerkonsole konnten maximal vier Raketenbehälter angeschlossen werden. Über zusätzliche Verteilboxen konnten dann bis zu 18 Raketenbehälter angeschlossen werden. Für den Transport der Kabel standen kleine und große Kabeltrommeln zur Verfügung. Der Schütze konnte mit der Steuerkonsole jeweils eine Lenkwaffe starten und steuern.
Die Lenkung der Rakete erfolgte nach dem Prinzip des manuellen Zieldeckungsverfahrens mit Hilfe der Zieloptik und der Steuerkonsole. Der Schütze erfasste das Ziel visuell mit der monokularer Zieloptik und verfolgte dieses. War das Ziel in Schussdistanz, startete der Schütze die BANTAM-Lenkwaffe. Diese startete mit Hilfe des Starttriebwerk aus dem leicht himmelwärts geneigten Raketenbehälter. Nach einer Flugzeit von rund 3,3 Sekunden und einer Flugstrecke von 45 m war das Starttriebwerk ausgebrannt und das Marsch-Raketentriebwerk zündete. Das Starttriebwerk beschleunigte die Rakete auf eine Geschwindigkeit von rund 85 m/s. Vom Marschtriebwerk wurde nun diese Geschwindigkeit konstant gehalten. Am Raketenheck wurden jetzt die Leucht-Fackeln gezündet. Diese dienten dem Schützen zur besseren Erkennbarkeit der Raketenflugbahn. Um den Flug zu stabilisieren, wurde die Lenkwaffe durch die Stabilisierungsflächen und den Antrieb in der Längsachse in Rotation versetzt. Dabei sorgte das Gyroskop für Stabilisierung der Flugbahn. Jetzt erfasste der Schütze die Lenkwaffe in der Zieloptik. Der Schütze musste nun die Lenkwaffe in eine Zielachse mit dem Panzer bringen und führte die Lenkwaffe mit einem kleinen Joystick an das Ziel heran. Dabei musste er sowohl die Lenkwaffe wie auch das Ziel mit der Zieloptik verfolgen. Sämtliche Bewegungen des Joysticks wurden als Steuerbefehle über zwei 0,16 mm dicke Kabel an die Lenkwaffe gesendet. Die Lenkwaffenflugzeit auf die maximale Einsatzdistanz von 2000 m betrug 24–25 Sekunden. Beim Aufschlag im Ziel wurde der Hohlladungs-Gefechtskopf gezündet. Dieser hat eine Durchschlagsleistung von 500 mm Panzerstahl.
Das MCLOS (Manual Command to Line of Sight) genannte Steuerverfahren erforderte vom Schützen ein hohes Maß an Geschicklichkeit und Konzentration. Gemäß Hersteller sollte mit der BANTAM eine Treffererwartung von rund 85 % erreicht werden. In der Praxis lag diese aber bei 25–30 %.

## Einsatzplattformen
Die BANTAM konnte von Infanteristen getragen und eingesetzt werden. Daneben konnte sie auch auf Fahrzeugen, an Hubschraubern und an Leichtflugzeugen installiert werden. Die Schwedischen Streitkräfte setzten die BANTAM auf dem Volvo C202 (Pansarvärnsrobotterrängbil 9032) ein. In der Schweizer Armee wurde BANTAM auf dem Steyr-Puch Haflinger installiert. Auf der Ladefläche des Fahrzeuges war ein drehbarer Werfer für neun Raketenbehälter montiert. Weiter konnte BANTAM mit dem Hubschraubertyp Agusta-Bell 204 (4 Lenkwaffen) sowie mit den Leichtflugzeugen SK 61 Bulldog (4 Lenkwaffen) und Saab MFI-17 Supporter (6 Lenkwaffen) zum Einsatz gebracht werden.

## Einsatz
BANTAM kam während des Falklandkriegs von Seiten der Streitkräfte Argentiniens zum Einsatz.

## Verbreitung
- Argentinien – 200 Steuerkonsolen und eine unbekannte Anzahl Lenkwaffen.[13]
- Schweden – Anzahl unbekannt.
- Schweiz – 800 Steuerkonsolen und 8000 Lenkwaffen.[13][14]